# Josepha Reh

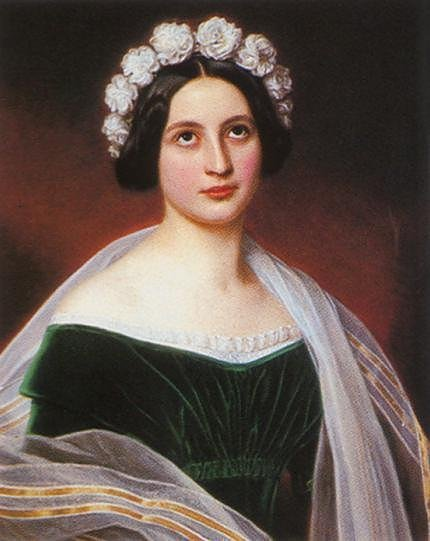
Josepha Reh (1844)

Josepha Reh, verheiratete Josepha Conti (* 17. Februar 1825 in München; † 28. November 1881), war eine bayerische Dienstbotin und Schönheit des 19. Jahrhunderts. Bekanntheit erlangte sie durch ihr Bildnis in der Schönheitengalerie in Schloss Nymphenburg.

## Leben
Als älteste Tochter des Hausangestellten Michael Reh in München geboren, heiratete sie 1840 im Alter von 15 Jahren den 45-jährigen Maler Anton Conti. Sie lebten in der Brienner Straße in München bei der Königlichen Residenz. König Ludwig I. von Bayern lernte sie kennen, ließ sie von Joseph Karl Stieler porträtieren und nahm das Bildnis 1844 in seine Schönheitengalerie auf. Ihr Mann hatte sie 1845 verlassen, also arbeitete sie von 1850 bis 1852 als Herstellerin von Leinwänden für den königlichen Hof. 1856 heiratete sie Anton Schirsner, Bezirksrat im Münchner Bezirk Au, mit dem sie ein Kind hatte.